# 澳大利亚公司董事学会
澳大利亚公司董事学会（AICD）是一个非营利的董事会员组织。是董事学会全球网络(GNDI)的创始会员。

## 历史
澳大利亚公司董事学会（AICD）的起源可以追溯到1906年根据英国皇家宪章所成立的董事学会（IoD）。英国董事学会的分支在20世纪60年代出现在澳大利亚各州。 这些分支机构于1971年1月合并于澳大利亚董事学会之下，附属于位于英国的董事学会。 全国性的澳大利亚公司董事学会于1990年1月1日正式成立。

## 会员
澳大利亚公司董事学会（AICD）的成员可以接触到一些专业的职业网络，活动，专业的职业发展以及一些政策问题的相关声音。 
有六类成员：
- 学员（AAICD）
- 会员（MAICD）
- 研究生会员（GAICD）
- 研究员会员（FAICD）
- 终身研究员会员（FAICD（Life））
- 国际会员

成员需要至少两年的一下经验：
- 公司的董事或候补董事
- 具有相当于执行董事的管理职责的高级行政人员
- 专业法务公司的合伙人或独立经营者
- 公司地方建议委员会成员
- 教授级别或相当于教授的学术人员，或
- 受雇于法人团体具有专业资格的资深人士

## 教育
澳大利亚公司董事学会（AICD）的课程为那些对董事和管理感兴趣的人提供专业发展机会。

## 倡导
澳大利亚公司董事学会（AICD）主张关于董事会感兴趣的问题的政策，并代表成员就这些问题为相关机构提供建议。 澳大利亚公司董事学会（AICD）与立法者，监管机构和其他利益相关团体就影响董事和董事会的问题进行交流。 

## 出版物
澳大利亚公司董事学会（AICD）出版了一系列关于公司治理和董事层管理的出版物。